# Diphenylsilandiol
Diphenylsilandiol, Ph2Si(OH)2, ist eine chemische Verbindung und gehört zu den Silanolen. Das Molekül hat eine tetrahedrale Geometrie. In festem Zustand bildet es Wasserstoffbrücken aus.

## Herstellung
Diphenylsilandiol kann durch Hydrolyse aus Diphenyldichlorsilan dargestellt werden.
{\displaystyle \mathrm {(C_{6}H_{5})_{2}SiCl_{2}+2\ H_{2}O\longrightarrow (C_{6}H_{5})_{2}Si(OH)_{2}+2\ HCl} }

Durch die Einwirkung von Phenyllithium auf Silikagel entstehen neben Tetraphenylsilan und Triphenylsilanol auch Diphenylsilanol.

## Verwendung
Diphenylsilandiol kann als Antikonvulsivum eingesetzt werden. Es wirkt ähnlich wie Phenytoin.